# Rodolfo Kralj
Rodolfo Kralj (nacido originalmente Rudolf, el 12 de diciembre de 1908 en Zagreb, Imperio austrohúngaro - fallecido el 21 de noviembre de 1990 en Buenos Aires, Argentina) fue un futbolista yugoslavo nacionalizado argentino. Jugaba de delantero y su único club argentino fue Ferro Carril Oeste, donde disputó 9 partidos oficiales en los que convirtió 4 goles.
Kralj es así el primer yugoslavo que jugó en Argentina.
A la vez que disputó esos partidos, se desempeñó como director técnico, iniciando así una carrera que incluyó clubes como Lanús, Tigre, Unión de Santa Fe, entre otros. En el periodo 1974-1982 se desempeñó como intérprete de la selección argentina de fútbol, al mando de César Luis Menotti.

## Clubes
| Club  | País      | Año       |
| ----- | --------- | --------- |
| Ferro | Argentina | 1933-1934 |